# Tangenziale Est di Verona
La tangenziale Est di Verona, classificata come strada extraurbana principale, funge da circonvallazione del centro abitato di Verona e attraversa il settore orientale del comune.
Il percorso, lungo 5,3 chilometri, parte dalla Strada Regionale 11 ed arriva fino alla Strada Provinciale 6 (in Valpantena). È direttamente collegata al raccordo autostradale che proviene dal casello autostradale dell'A4 Verona Est nel comune di San Martino Buon Albergo (nei pressi dell'omonima uscita della tangenziale Sud di Verona), di cui in sostanza è il prolungamento.
La tangenziale è stata costruita dal comune di Verona e aperta al traffico nel 2002. La gestione è effettuata dalla concessionaria Autostrada Brescia-Verona-Vicenza-Padova.
La tangenziale è a carreggiate separate, con due corsie per senso di marcia e banchina destra pavimentata. La velocità massima consentita è di 110 Km/h, tranne sulle rampe di entrata e di uscita o in presenza di curve pericolose.
Sono presenti 4 svincoli a livello sfalsato: Verona Borgo Venezia SS 11 (da dove ha inizio la tangenziale), Verona Borgo Venezia via Mattarana, Verona Montorio, SP 6 "dei Lessini" Grezzana-Boscochiesanuova, dove termina.
Lungo comprende una galleria lunga 500 m e una stazione di servizio per ogni senso di marcia più o meno a metà percorso.
| Uscita             | ↓km↓ | Provincia |
| ------------------ | ---- | --------- |
| Verona San Michele |      | VR        |
| Verona Ferrazze    |      | VR        |
| Verona Montorio    |      | VR        |
| Verona Poiano      | 5,3  | VR        |